# Amilóz

Az amilóz szerkezete - a glükóz-alegységek száma (n) több ezer lehet (általában 300 - 3000 között)

Az amilóz a glükóz planáris polimere, ahol a glükózrészek α(1→4) glikozidos kötéssel kapcsolódnak egymáshoz. Több ezer glükózegységből áll, és az amilopektinnel a keményítő két fő komponensét alkotják.
Az α(1→4) kötések a hélixszerkezet kialakulásának kedveznek.
Az amilóz lassabban emésztődik, mint az amilopektin (kisebb a glikémiás indexe); a növények keményítőraktárainak azonban mintegy 20%-át alkotja, mivel kisebb helyet foglal. Az amiláz emésztőenzim a keményítőmolekulák végső glükózmolekuláit hasítja le és így glükózt szabadít fel.
Az amilóz név a görög άμυλο (amilon) szóból származik, jelentése keményítő.